# ماریا فکلیستوا
ماریا فکلیستوا (انگلیسی: Maria Feklistova؛ زادهٔ ۱۲ مهٔ ۱۹۷۶) تیرانداز اهل روسیه است.